# جومي لزرق
جومي لزرق (بالإنجليزية: DJ Laz)‏ (و. 1971  م) هو دي جي، ومغني راب أمريكي، ولد في ميامي.